# Madame Gironella
Madame Gironella (ca. 1860 - ¿?) fue una ilustradora francesa que residió en España al menos desde 1893.

## Biografía
Pertenecía a la aristocracia francesa. Se formó en arte y literatura en la Universidad de la Sorbona de París. Su familia le prohibió dedicarse al arte, motivo por el que huyó de su país para venirse a España.
No se conoce su nombre real, y tomó su nombre artístico de su marido, que se apellidaba Gironella, firmando sus obras como Madame Gironella. Fue alumna del pintor francés Carolus-Duran, un importante retratista del siglo XIX.
A partir del año 1902, se pierde todo rastro de Madame Gironella.

## Trayectoria
Instaló un Estudio-Academia de Pintura para señoritas en 1893 donde fue maestra de pintura. También dio clases de francés a domicilio. En 1899 expuso tres pinturas en el salón de La Correspondencia de España.
En sus ilustraciones de estilo costumbrista, Madame Gironella mostraba mujeres atrevidas y desenvueltas, vestidas con moda de aire parisino. Esto supuso una renovación en la época en la forma de mostrar a la mujer.
Desde 1899, realizó publicaciones en la revista cultural La Ilustración Española y Americana y también en otras como Blanco y Negro.

## Reconocimiento
En 2019, parte de la obra de Madame Gironella se incluyó en la exposición “Dibujantas, pioneras de la ilustración” en el Museo ABC de Madrid. Dicha exposición debe su nombre al I Salón de Dibujantas que se celebró en 1931 en el Lyceum Club Femenino de Madrid. En 2020, y de la mano del Ayuntamiento de Zaragoza y el Museo ABC, la muestra se trasladó al Museo Pablo Gargallo de la capital aragonesa.